# Primera Campaña de Intermedios
La primera campaña de Intermedios, o campaña de los puertos intermedios de 1822, fue una expedición militar dirigida por el general Rudecindo Alvarado por encargo del Congreso Peruano en contra de las fuerzas realistas acantonadas en la sierra sur del Perú. Esta expedición había sido planeada por José de San Martín, pero en su ausencia la ejecución fracasó, pues los oficiales patriotas no pusieron el dinamismo que las acciones bélicas precisaban y también por la rápida reacción de los jefes realistas a órdenes del virrey José de la Serna, los cuales mediante marchas forzadas a través de los Andes consiguieron cerrar el paso al ejército patriota y triunfaron en dos batallas consecutivas: Torata y Moquegua (19 y 21 de enero de 1823).

## Antecedentes
El Protector José de San Martín, mientras estuvo en el Perú, se dedicó a la organización de su ejército y a bosquejar su plan de campaña, que fue denominado "Plan de Campaña por Puertos intermedios”. Consistía este plan en atacar a los realistas por tres frentes:
- Un ejército expedicionario embarcado en el Callao debería de atacar a los españoles por los puertos intermedios del Sur, es decir, los situados en la costa entre Arequipa y Tarapacá.
- Otro ejército salido de Lima atacaría a las fuerzas realistas por la región del Centro, para evitar que se unieran a las del Sur.
- Un ejército argentino atacaría a los españoles por el Alto Perú (actual Bolivia), con igual objetivo.

Pero para la realización de este plan era necesaria la ayuda del Libertador Simón Bolívar, que desde Colombia conducía victoriosa la Corriente Libertadora del Norte, ayuda que San Martín no logró conseguir en la proporción que consideraba necesaria.
Tras el retiro de San Martín del Perú, su plan sería puesto en práctica por el gobierno peruano en dos oportunidades, aunque sin éxito.

## La Suprema Junta de Gobierno del Perú
El Primer Congreso Constituyente del Perú, que tras la partida de San Martín asumió todos los poderes, resolvió formar una Suprema Junta Gubernativa con miembros de su seno, para que, en su nombre, ejerciera las funciones del Poder Ejecutivo. Se formó así la Junta presidida por el general José de La Mar e integrada por Felipe Antonio Alvarado y Manuel Salazar y Baquíjano, este último un noble limeño que aun firmaba con su título de conde de Vista Florida. La Junta entró en funciones el día 21 de septiembre de 1822.

## Las fuerzas realistas
El problema principal que tenía que afrontar la Junta era la guerra contra los españoles. El virrey José de la Serna contaba con más de 20.000 soldados que ocupaban el territorio entre Cerro de Pasco (centro del Perú) y el Alto Perú (sur del Perú). Estas fuerzas se encontraban repartidas de la manera siguiente:
- El general José de Canterac se encontraba entre Jauja y Huancayo, amenazando permanentemente Lima.
- El general Juan Ramírez Orozco, en Arequipa.
- El virrey La Serna, en el Cuzco.
- El general José Carratalá, en Puno.
- El general Pedro Antonio Olañeta, en Potosí (Alto Perú).

Por el lado del litoral, pequeños destacamentos realistas se hallaban en misión de observación.

## Organización de la campaña
La Junta decidió poner en práctica el Plan de Campaña por Puertos Intermedios trazado por el general San Martín. Para dicho efecto se dispuso lo siguiente:
- Se hicieron gestiones ante el gobierno de Buenos Aires para que atacara a los realistas por el Alto Perú (lo que no dio resultado debido a las dificultades internas que afrontaba dicho gobierno).
- Se encargó al general Juan Antonio Álvarez de Arenales preparar el ejército patriota que debía atacar a Canterac en el centro (sin embargo, no se le dio los medios necesarios para entrar en operaciones en el período previsto).
- La expedición que atacaría por los “puertos intermedios” fue puesto bajo el mando del general salteño Rudecindo Alvarado (hermano de uno de los miembros de la Junta de Gobierno), que fue equipada adecuadamente y estuvo lista en el tiempo previsto para entrar en acción, aunque no lo estaban los preparativos mencionados anteriormente.
- Para financiar la organización de las fuerzas militares, se concertó préstamos internos, especialmente con los grandes comerciantes.

## Las fuerzas patriotas
La expedición que abriría campaña en los puertos intermedios sumaba aproximadamente 4.490 hombres repartidos en tres divisiones: 1.700 eran argentinos, 1.390 peruanos y 1.200 chilenos. Cada división conservaba su propia bandera e insignias nacionales. Pero en términos reales, los peruanos cubrían las dos terceras partes de los efectivos totales del ejército expedicionario, pues aparte de la Legión Peruana de la Guardia propiamente dicha, el resto de las divisiones argentina y chilena cubrían sus bajas o plazas faltantes con elementos peruanos, en una proporción que iba de la mitad a algo más del total de sus efectivos.
Los reclutas peruanos provenían en su mayor parte de las montoneras o partidas de guerrilleros de la región central del Perú, las cuales tuvieron una activa y decisiva actuación en la guerra de la independencia, que no suele ser reconocida por la historiografía argentina y venezolana, que concede todos los méritos del triunfo independentista a las hazañas de San Martín y Bolívar.
Estas tropas, con el nombre de Ejército Libertador del Sur se embarcaron en el Callao el 17 de octubre de 1822.
En Lima se quedó una fuerza de 4.000 hombres denominada Ejército del Centro al mando del general argentino Juan Antonio Álvarez de Arenales, con encargo de atacar a los realistas por Jauja. A ella debía sumarse la división colombiana al mando de Juan Paz del Castillo, que había sido enviada por Bolívar atendiendo el pedido de ayuda que le hiciera el gobierno peruano. Pero Paz del Castillo se negó a entrar en acción aduciendo la falta de equipamiento de sus tropas; aunque tampoco deseaba actuar como subordinado de Arenales. En realidad, este oficial colombiano seguía las órdenes expresas de Bolívar, que deseaba mantener intacta la división enviada desde Colombia. Esta defección en el bando patriota impidió que Arenales iniciara a tiempo su accionar, el mismo que finalmente tuvo que ser suspendido.

## La campaña

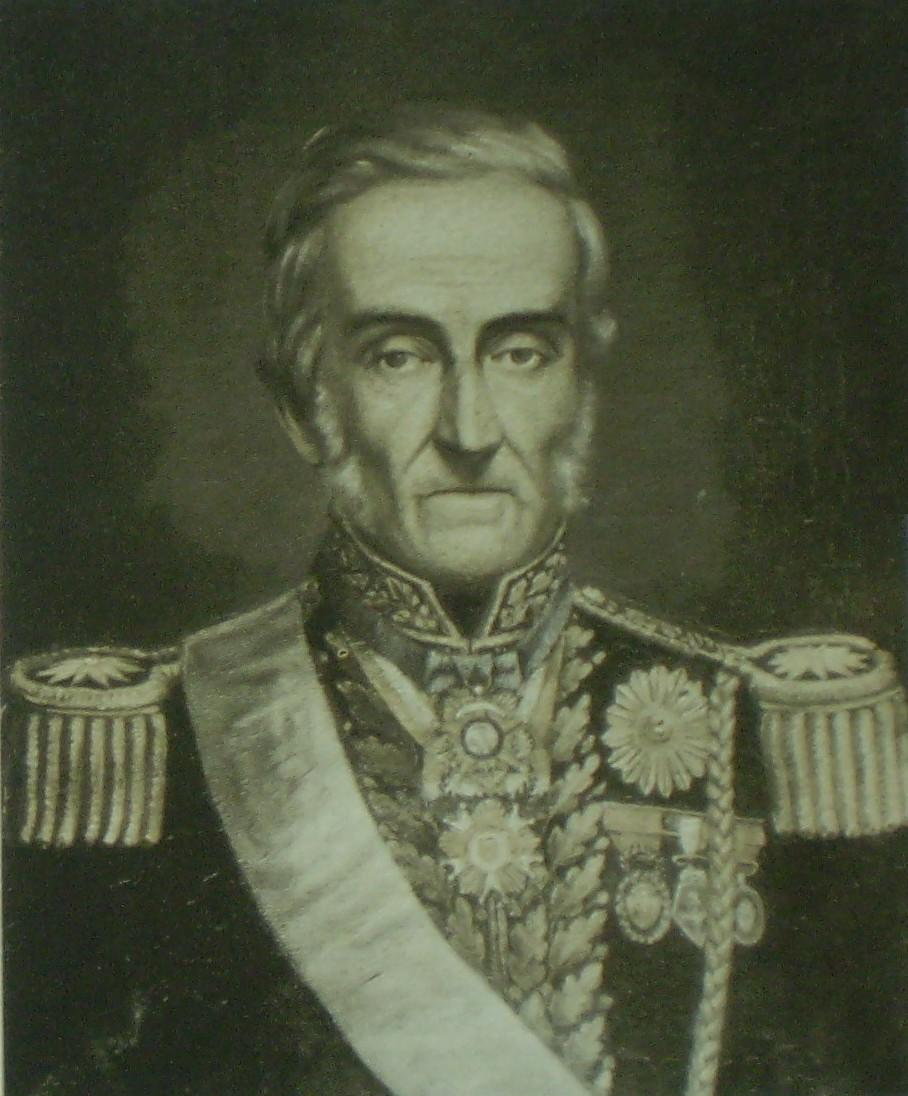
Rudecindo Alvarado.

Alvarado inició la esperada Campaña de Intermedios, pero no puso dinamismo en sus acciones dando tiempo a los realistas para que asumieran un buen plan defensivo. Al llegar a Iquique hizo desembarcar un destacamento para que iniciara acción sobre el Alto Perú, aunque sin dar instrucciones precisas a los guerrilleros patriotas que combatían en esa zona. Luego se dirigió a Arica, en donde permaneció por espacio de tres semanas, dando suficiente tiempo para que el virrey La Serna, noticiado por su servicio de espionaje, ordenara a los generales realistas José de Canterac y Gerónimo Valdés acudir con sus fuerzas a la zona amenazada por los patriotas.
Cuando recién a fines de diciembre Alvarado dejó Arica y avanzó hacia Tacna, detectó la presencia de fuerzas realistas que habían avanzado rápidamente desde el Alto Perú al mando de Gerónimo Valdés. Estas fuerzas realistas solo sumaban mil efectivos, siendo pues inferiores en número a los patriotas, pero Valdés tuvo la habilidad de desplazarse velozmente hacia Moquegua, atrincherándose en el paraje de Torata. Allí resistió el ataque patriota durante varias horas esperando la llegada de la caballería al mando de Canterac; reunidos finalmente ambos jefes españoles, vencieron a los patriotas tras doblegar la tenaz resistencia de la Legión Peruana, al cual, junto con el batallón N.º 4 de Chile (formada mayormente por indios y pardos del Perú) le correspondió afrontar el mayor peso de la batalla. A esta acción se conoce como la batalla de Torata (19 de enero de 1823). Según varias versiones, incluso del mismo Alvarado en el parte respectivo, uno de los motivos de la derrota patriota habría sido la falta de disciplina de algunas unidades, principalmente bajo bandera argentina, pero sin duda la principal razón fue la lentitud en la toma de decisiones de parte del comando patriota desde el día de su desembarco en Arica.
Animado Valdés con su victoria, persiguió a las tropas de Alvarado, alcánzándolas y venciéndolas nuevamente en la batalla de Moquegua (21 de enero de 1823). Las tropas patriotas, reducidas a la cuarta parte de su número original tras sufrir muertos, heridos, y deserciones, tuvieron que reembarcarse precipitadamente en Ilo, retornando al Callao cerca de 1000 sobrevivientes.
La primera campaña de Intermedios terminó pues, en fracaso total. Los patriotas solo tuvieron alguna satisfacción con las victorias parciales de Guillermo Miller, quien, con una pequeña unidad de 120 soldados de caballería, desembarcó en Quilca y operó entre las localidades de Camaná, Caravelí y Chala (actual departamento de Arequipa) hostilizando a las tropas realistas allí situadas, pero enterado de las derrotas patriotas de Torata y Moquegua, Miller se reembarcó en Quilca de vuelta al Callao.

## Consecuencias
Este fracaso militar desprestigió ostensiblemente a la Junta de Gobierno, provocando así el primer golpe de Estado de la historia republicana peruana: El Motín de Balconcillo. El 26 de febrero de 1823, los generales del ejército, grupo que había adquirido gran cantidad de poder, obligaron al Congreso a disolver la Junta de Gobierno y designar como primer presidente del Perú al coronel José de la Riva-Agüero.
Bolívar siempre se mostró preocupado por la débil posición política y militar que tenía el gobierno limeño. Para él era muy fácil que todo el Perú fuera reconquistado por los realistas, lo cual consideraba fatal para la independencia de Colombia. Los monárquicos contaban con más de 20.000 hombres, sin tener en cuenta que los prisioneros peruanos, chilenos y rioplatenses podían ser reclutados a la fuerza. Para recuperar el territorio peruano se necesitarían 12.000 hombres al menos y no contaban con los recursos necesarios para movilizarlos, por ello era mejor evitar que el gobierno de Lima cayera. Para esto enviaría un primer cuerpo de refuerzos al mando del general venezolano Juan Manuel Valdez
 de 3.000 hombres para auxiliar a los 4.000 defensores que aun quedaban en Lima y Callao aprovechando que Canterac y su ejército estaban lejos, en Arequipa, debían llegar en abril. Una vez llegado a Lima, Valdés debía enviar la flota que lo había transportado de vuelta a Guayaquil para que el mismo Libertador dirigiera otra división de 2 a 3.000 soldados colombianos. Esta nueva unidad de refuerzo desembarcaría en Trujillo y seguiría por tierra su marcha a la capital peruana. Con los refuerzos colombianos y soldados y reclutas peruanos Bolívar esperaba reunir 12.000 combatientes, más de la mitad colombianos, mientras que Canterac, para cuando pudiera amenazar Lima, tendría 14 a 16.000.
El nuevo gobernante peruano organizó una Segunda Campaña de Intermedios, que igualmente fracasó, quedando entonces el campo abierto para la intervención de Bolívar en el Perú, tal como lo había maquinado el mismo Libertador. A mediados de 1823 el poder del caraqueño quedaba asegurado en el Perú por los 6000 colombianos que tenía en el país, aunque sólo 5.500 sobrevivieron al viaje; su influencia era tal que hizo atrasar la proyectada ofensiva sobre la Sierra y el Alto Perú hasta reunir 18.000-20.000, un tercio colombianos recién llegados, otro tanto peruanos que reclutó en cuanto llegó, otro tanto del ejército peruano y 2.500 a 3.000 chilenos que el gobierno santiaguino había prometido.